# Shakshouka

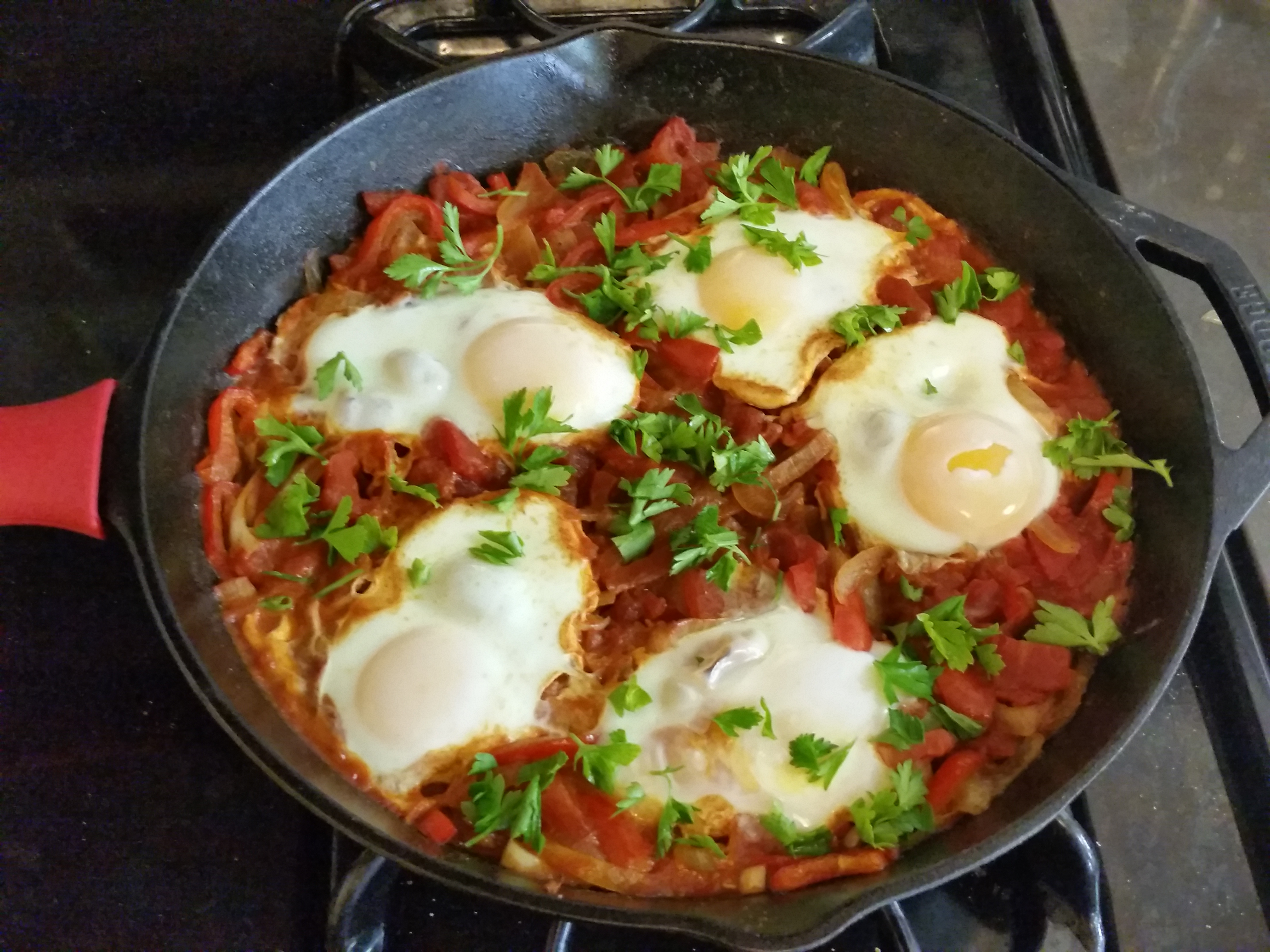
Shakshouka

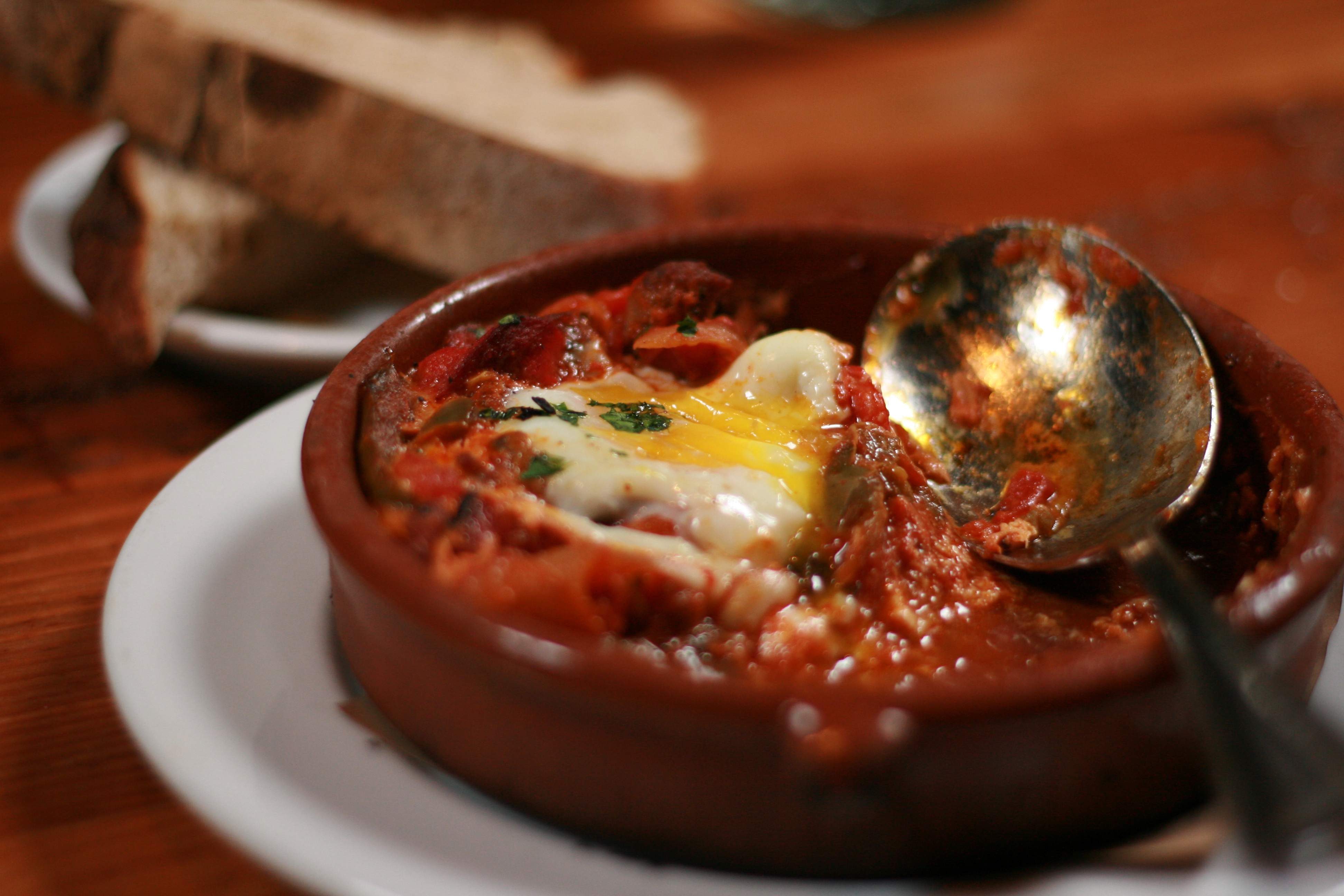
Portie shakshouka

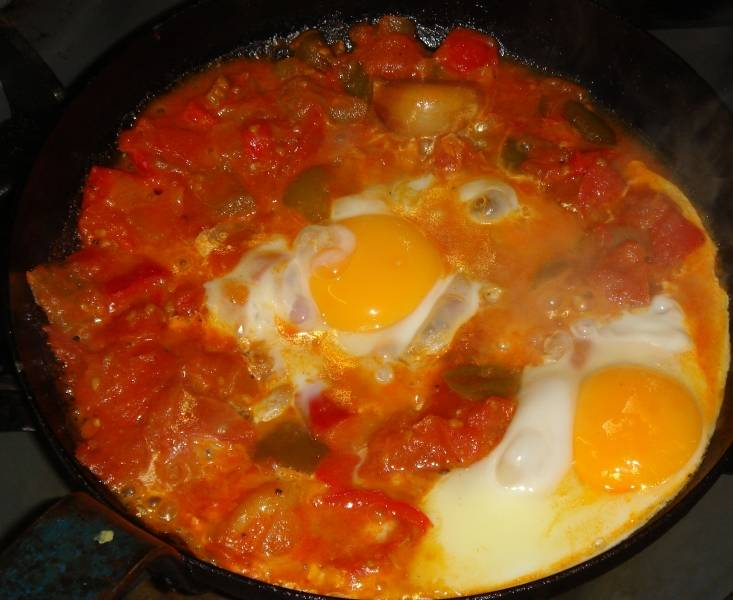
Tunesische shakshouka geserveerd in een pan

Shakshouka of shakshuka (Arabisch: شكشوكة, is een gerecht van eieren gepocheerd in een saus van tomaten, chilipeper, paprika en ui, gewoonlijk gekruid met komijn, paprikapoeder en cayennepeper. Het gerecht komt oorspronkelijk uit Tunesië. Het wordt echter geserveerd over het gehele Middellandse Zeegebied en het Midden-Oosten.

## Etymologie
Het woord shakshouka betekent ´een mengsel´ in bepaalde Arabische dialecten, met name maghreb-Arabisch.

## Geschiedenis
Stoofpotten gebaseerd op tomaten waren wijdverbreid doorheen het Ottomaanse Rijk, zoals in Egypte, Syrië, de Balkan en delen van Noord Afrika. Deze stoofpotten werden in de Maghreb regio shakshouka genoemd. Het was oorspronkelijk een gerecht van gekookte groenten met gehakt of lever (ciġer). Later werden tomaat en peper geïntroduceerd als aanvullende ingrediënten en er ontstonden vleesloze varianten van şakşuka. Joodse gemeenschappen in de Maghreb serveerden een parwe vegetarische variant, terwijl Tunesische Joden bekendstonden om het bereiden van pittige versies van shakshouka met ei.
De precieze herkomst van shakshouka wordt betwist. Volgens The Jewish Chronicle beweren sommige historici dat het gerecht zich vanuit Ottomaans Turkije heeft verspreid naar Spanje en het Midden Oosten, terwijl anderen stellen dat de oorsprong in Tunesië ligt. Een derde theorie wijst Jemen aan als herkomstland, waar shakshouka wordt geserveerd met de pittige saus zhug.
Hoewel shakshouka niet uit de Levant afkomstig is, werd het gerecht door Tunesische Joden naar Israël gebracht tijdens de immigratiegolf van Joden uit Arabische landen. Door de grote Joodse gemeenschappen die vanuit Tunesië, Algerije en Marokko immigreerden werd shakshouka populair in Israël. In Israël wordt shakshouka doorgaans bereid met gepocheerde eieren, maar soms ook met roerei vergelijkbaar met het Turkse menemen.
Shakshouka is een veelvoorkomend gerecht in de Arabische keuken, waaronder de Libische, Tunesische, Algerijnse, Egyptische, Saoedische, Levantijnse en Marokkaanse keuken. In Marokko wordt het veelal geserveerd in een tajine of gietijzeren pan.

## Varianten
Sommige varianten van shakshouka worden gemaakt van lamsgehakt, geroosterde specerijen, yoghurt en verse kruiden. Andere varianten bevatten zoute kazen zoals witte kaas. Mogelijke kruiden in shakshouka zijn koriander, karwij, paprikapoeder, komijn en cayennepeper.
Het Israëlische kookboek Bishul la-Gever ha-Meshuhrar uit 1979 omvat een recept voor Lufgania Shakshuka. Deze variant is gemaakt van loof, een koosjere versie van spam die in de jaren 1950 werd opgenomen in het rantsoen van het Israëlisch defensieleger.
Volgens de Britse kookboekschrijfster Claudia Roden voegden Tunesische koks artisjokharten, aardappels en tuinbonen toe aan shakshouka. Omdat eieren het hoofdingrediënt zijn wordt het gerecht vaak als ontbijt gegeten. In Israël wordt shakshouka echter vaak genuttigd als avondgerecht en is het ´s winters minstens zo populair als hummus en falafel.